# Zentralbahn (Württemberg)
| Schloss Rosenstein mit dem alten Rosensteintunnel |                      |                                 |                                 |
| Spurweite: | 1435 mm (Normalspur) |                                 |                                 |
| Maximale Neigung: | 10 ‰                 |                                 |                                 |
| Minimaler Radius: | 373 m                |                                 |                                 |
| |                      |                                 |                                 |
| \| \| 14,1 \| Ludwigsburg \| 295 m \| \| \| 10,7 \| Kornwestheim \| 300 m \| \| \| 6,5 \| Zuffenhausen \| 281 m \| \| \| 4,6 \| Feuerbach \| 276 m \| \| \| 4,3 \| Pragtunnel (829 m) \| Pragtunnel (829 m) \| \| \| 0,0 \| Stuttgart \| 249 m \| \| \| \| Rosensteintunnel (362 m) \| \| \| \| \| Neckar, Rosensteinbrücke (75 m) \| \| \| \| 3,9 \| Cannstatt \| 222 m \| \| \| 7,4 \| Untertürkheim \| Untertürkheim \| \| \| 9,8 \| Obertürkheim \| 229 m \| \| \| 13,7 \| Eßlingen \| 236 m \| |                      |                                 |                                 |
| Kopfbahnhof Streckenanfang | 14,1                 | Ludwigsburg                     | 295 m                           |
| Bahnhof | 10,7                 | Kornwestheim                    | 300 m                           |
| Bahnhof | 6,5                  | Zuffenhausen                    | 281 m                           |
| Bahnhof | 4,6                  | Feuerbach                       | 276 m                           |
| Tunnel | 4,3                  | Pragtunnel (829 m)              | Pragtunnel (829 m)              |
| Spitzkehrbahnhof rechts | 0,0                  | Stuttgart                       | 249 m                           |
| Tunnel |                      | Rosensteintunnel (362 m)        | Rosensteintunnel (362 m)        |
| Brücke über Wasserlauf |                      | Neckar, Rosensteinbrücke (75 m) | Neckar, Rosensteinbrücke (75 m) |
| Bahnhof | 3,9                  | Cannstatt                       | 222 m                           |
| Bahnhof | 7,4                  | Untertürkheim                   | Untertürkheim                   |
| Bahnhof | 9,8                  | Obertürkheim                    | 229 m                           |
| Kopfbahnhof Streckenende | 13,7                 | Eßlingen                        | 236 m                           |

Die Zentralbahn (auch: Centralbahn) war der erste Bauabschnitt der württembergischen Eisenbahnen. Sie wurde 1844–46 von den Königlich Württembergischen Staatseisenbahnen erbaut und bestand aus zwei Ästen, die Stuttgart mit Ludwigsburg im Norden und Esslingen im Osten verbanden.
Die Bezeichnung „Zentralbahn“ hielt sich nicht lange, da die beiden Äste schnell weiter nach Heilbronn bzw. Ulm ausgebaut wurden und dann Nordbahn bzw. Ost- oder Filsbahn genannt wurden. Der Streckenabschnitt Ludwigsburg–Stuttgart–Esslingen war jedoch weiterhin als Ganzes von großer Bedeutung, da er nicht nur der zentrale und am höchsten belastete Abschnitt der württembergischen Eisenbahnen blieb, sondern auch im größten Ballungsgebiet des Landes verlief. Aus diesen Gründen wurde er im Laufe der Zeit überdurchschnittlich vielen Veränderungen und Erweiterungen unterzogen.

## Streckenverlauf

### Hauptbahnhof
Die beiden Äste begannen am Stuttgarter Hauptbahnhof, einem Kopfbahnhof, der sich damals noch südlich des heutigen Standpunkts an der Schlossstraße, heute Bolzstraße, befand.

### Strecke nach Ludwigsburg
Beide Linien führten zunächst in nordöstliche Richtung. 
Der nördliche Ast gewinnt sofort an Höhe, beschrieb dabei einen Linksbogen um die damalige Reiter-Kaserne (im heutigen Gleisvorfeld), um in einem weiteren Bogen der Prag zuzustreben. 
Den Stuttgarter Talkessel verließ diese Bahn durch den damals 828 Meter langen Pragtunnel, berührte im weiteren Verlauf Feuerbach und Zuffenhausen, wo das Tal des Feuerbachs verlassen wurde. Die Strecke führte dann nach Kornwestheim und schließlich Ludwigsburg.

### Strecke nach Esslingen
Die östliche Linie fiel, an der Nordwestseite des Schlossgartens entlanglaufend, zum Neckartal ab. Der Rosenstein wurde mit dem Rosensteintunnel, der direkt unter dem dortigen Schloss verlief, durchstoßen. Danach überquerte die Bahn den Neckar mit der Rosensteinbrücke und erreichte Cannstatt. Auf dem rechten Neckarufer verlaufend berührte sie bis Esslingen noch Untertürkheim, Obertürkheim, und Mettingen.

### Änderungen
Diese Streckenführung stimmt nicht mehr in allen Details mit der heutigen überein. Die wesentlichsten Veränderungen im Laufe der Zeit betrafen, abgesehen von der beträchtlichen Ausdehnung der Anlagen, die Lage des Hauptbahnhofs, die Streckenführung der Nordbahn zwischen Haupt- und Nordbahnhof sowie die Lage des Rosensteintunnels und des Neckarviadukts (siehe auch den Abschnitt Relikte).

## Baugeschichte
Die Zentralbahn war niemals als isolierte Bahnstrecke gedacht, sondern vielmehr als erster Bauabschnitt der württembergischen Hauptbahnen, die das ganze Land durchqueren und Heilbronn/Bruchsal einerseits mit Ulm und dem Bodensee andererseits verbinden sollten. Jedoch hatte der Abschnitt im württembergischen Kernland, insbesondere der Verkehr von und nach Stuttgart, beträchtliche Eigenbedeutung, die es nahelegte, dort mit dem Bahnbau zu beginnen. Die wegen der geographischen Verhältnisse schwierige Streckenführung musste sowohl auf die Bedürfnisse des gesamten Netzes als auch auf diejenigen Stuttgarts Rücksicht nehmen, was nach langwierigen und variantenreichen Planungen auch gelang.

### Geographische Voraussetzungen
Das Zentrum Stuttgarts liegt im Talgrund des Nesenbachs auf einer Meereshöhe von etwa 250 Metern. Auf drei Seiten ist die Nesenbachbucht von Bergen umgeben, die bis zu 200 Meter über Stuttgart aufragen und lediglich nach Nordwesten hin etwas abfallen, wo mit dem Pragsattel (306 m ü. NN) ein niedriger Durchlass besteht. Im Nordosten öffnet sich das Tal zum Neckar, von dem die Stuttgarter Altstadt etwa 3,5 km entfernt ist. In Bezug auf die geographische Lage Stuttgarts wird oft (wenn auch streng genommen unrichtig) von einem „Talkessel“ gesprochen.

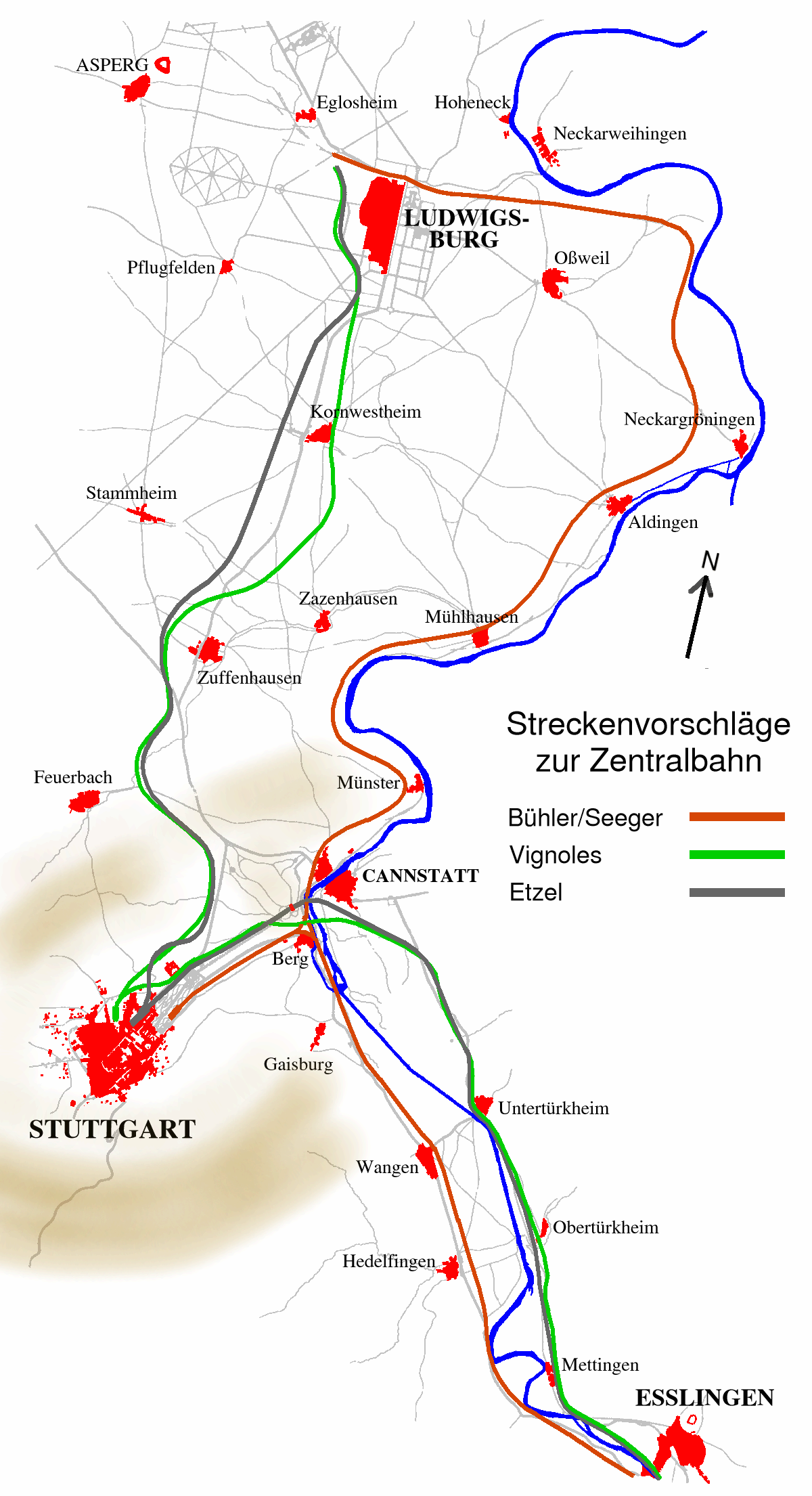
Streckenvorschläge zur Zentralbahn

Stuttgart hatte von 1800 bis 1840 seine Einwohnerzahl auf 40.000 verdoppelt und war die größte Stadt und das wirtschaftliche Zentrum Württembergs. Die Stadt hatte sich jedoch vornehmlich nach Südwesten ausgebreitet (d. h. in den Talkessel hinein), wo der Talgrund verhältnismäßig breit war; im Norden hatte sich lockere Bebauung nur bis zur Schillerstraße (d. h. bis zum heutigen Hauptbahnhof) und entlang der Neckarstraße (im heute Konrad-Adenauer-Straße genannten Abschnitt) gebildet. Das Wachstum der Stadt nach Norden war auch durch den Schlossgarten behindert; dieser zieht sich noch heute von der Altstadt in einem etwa 200 Meter breiten Streifen bis zum Neckar, wo der Ausgang des Tals durch den Rosenstein (mit dem königlichen Schloss) und den Hügel von Berg nochmals verengt wird. Weiter flussauf- und flussabwärts ist der Neckar in ein enges, tiefes Tal eingegraben. Gegenüber dem Ausgang des Nesenbachtals auf der anderen Neckarseite liegt Cannstatt (seit 1933: Bad Cannstatt). Mit 5.500 Einwohnern im Jahr 1840 war Cannstatt zwar erheblich kleiner als Stuttgart, es war jedoch von jeher ein wichtiger Verkehrsknotenpunkt, da es an einem uralten Handelsweg von der Rheinebene zur Donau (bei Ulm) lag und der Neckar ab hier schiffbar war.
Vor der Erfindung moderner Verkehrsmittel unterließ es kaum eine Stadtbeschreibung, auf die verkehrswidrige Lage Stuttgarts zu verweisen, die den üblichen Grundsätzen von Städtebildung widersprach.  Auf den Bahnbau gemünzt bedeutete dies, dass Stuttgart nicht an der direkten Transitlinie zwischen östlicher und westlicher Landesgrenze lag, ja dass schon der Zugang in den Talkessel außer von Nordosten her ein Problem darstellte, so dass zeitweise erwogen wurde, Stuttgart nur durch eine Seitenbahn anzuschließen, was wegen seiner überragenden wirtschaftlichen und verkehrlichen Bedeutung jedoch unterblieb. Dadurch, dass sich die Stadt bisher kaum in Richtung Neckar ausgedehnt hatte, war zumindest ein direkter Anschluss des Stadtzentrums möglich.
Bereits der erste württembergische Bahnbau war also mit Schwierigkeiten versehen, die anderen Staaten bei vergleichbaren Unternehmungen bis dahin erspart geblieben waren; die erforderlichen Planierungsarbeiten, Tunnel und Brücken machten den Bau zudem vergleichsweise teuer. Die um 1835 noch in den Kinderschuhen stehende Eisenbahntechnik entwickelte sich während der Planungen weiter, so dass beträchtliche Planungsunsicherheiten bezüglich der anzuwendenden Bauparameter (zulässige Kurvenradien und Steigungen) bestanden. Dass das damals wirtschaftlich schwache Württemberg sein Bahnnetz dennoch konsequent vorantrieb, ist vor diesem Hintergrund als mutiger Schritt zu verstehen, der das Land letztlich entscheidend voranbrachte.

### Erste Schritte zum Bahnbau (1830–36)
Die erste konkrete Anregung zu einer Bahnstrecke im Stuttgarter Raum kam von einer Kommission, die 1830 auf Anordnung König Wilhelm I. gebildet worden war. Diese hatte den Auftrag, das Projekt einer Verbindung zwischen Rhein und Donau mittels Kanälen oder Eisenbahnen zu untersuchen. In ihrem Zwischenbericht 1833 kam sie zu dem Schluss, dass Eisenbahnen das geeignetere Mittel seien, und dass, quasi als Referenzstrecke, eine Verbindung zwischen Stuttgart und Cannstatt geeignet sei.
Die nachfolgenden Aktivitäten betrafen zunächst weiterhin die Schaffung eines landesweiten Netzes. 1835/36 bildeten sich in Stuttgart und Ulm private Bahngesellschaften zur Herstellung einer Verbindung zwischen den beiden Städten. In diesem Zusammenhang veröffentlichte Valentin Schübler im Cotta’schen Wochenblatt einen Vorschlag für die Strecken von Stuttgart nach Heilbronn und Ulm. Diesem zufolge sollte die Nordbahn von einem Bahnhof auf den Seewiesen (heutiger Standort der Universität Stuttgart) zur Prag verlaufen, diese mit einem Tunnel unterqueren und weiter über Korntal ins Glemstal laufen. Die Ostbahn sollte von einem Bahnhof an der Neckarstraße rechts des Schlossgartens nach Berg verlaufen und mit der Nordbahn durch einen ein Kilometer langen Tunnel unter der Stadt verbunden sein. Dieser Vorschlag wurde zwar nicht weiter verfolgt, enthielt aber schon den Gedanken an einen Pragtunnel, der Jahre später dann wieder aufgegriffen wurde.
Die privaten Bahngesellschaften lösten sich schnell wieder auf, als sich die ursprünglichen Kostenvoranschläge als zu optimistisch erwiesen hatten, gaben aber den Impuls zu weitergehenden staatlichen Planungen. 1836 beauftragte das Innenministerium den Freiherrn Carl von Seeger (Technischer Rat im Innenministerium) sowie den Ulmer Kreisbaurat Georg von Bühler mit der Ausarbeitung der Hauptbahnen. Dabei war unter anderem zu klären, ob die Ostbahn, d. h. die Verbindung nach Ulm, entlang von Rems, Kocher und Brenz oder direkt entlang der Fils mit anschließender Überquerung der Geislinger Steige gebaut werden sollte, was auch für die Streckenführung im Raum Stuttgart relevant war.

### Planungen Bühlers und Seegers (1836–43)
Bühler und Seeger legten ihre Planungen bis 1839 vor. Diese sahen vor, den Stuttgarter Bahnhof an der Neckarstraße zu bauen und die Schienen rechts des Schlossgartens bis Berg zu führen. Bei einer Entscheidung für die Fils-Variante hätte die Ostbahn hier von der Nordbahn abgezweigt, wobei die von Bühler geplante Strecke zunächst weiter am linken Neckarufer in Richtung Plochingen verlaufen wäre. Die von Seeger geplante Nordbahn sollte den Neckar zwischen Berg und Cannstatt überqueren, hinter Cannstatt dann wieder auf das linke Neckarufer wechseln, um vor Hoheneck links abzubiegen und Ludwigsburg am Unteren Tor (d. h. nördlich der Innenstadt) zu erreichen. Bei der Rems-Variante wäre die Abzweigung der Ostbahn bei Neckargröningen erfolgt. Diese Planungen beruhten auf Maximalsteigungen von 1:200 und Kurvenradien von 570 Metern. Als Standort für den Zentralbahnhof kamen bei dieser Streckenführung Stuttgart, Cannstatt oder Berg in Frage.
Nach Vorlage der Planungen ruhte die Angelegenheit zunächst, u. a. weil Seeger aus Altersgründen aus dem Dienst schied. Erst 1842 kam wieder Bewegung in die Sache. Der von der Regierung beauftragte österreichische Gutachter Negrelli bewertete die bisherigen Pläne positiv, merkte aber zugleich an, dass wegen der Fortschritte der Eisenbahntechnik mittlerweile stärkere Steigungen möglich und weniger aufwändige Bauten notwendig seien. Im Verlauf der Jahre 1842/43 legten sich dann sowohl die Regierung als auch eine Kommission des Landtags auf folgende Eckpunkte für den Bahnbau fest:
- Bau des Zentralbahnhofs in Stuttgart, weil die meisten Reisen dort beginnen oder enden würden;
- Bevorzugung der Filsbahn gegenüber der Remsbahn, weil sie direkter war und die Transitachse im Falle der Remsbahn zu weit nördlich von Stuttgart verlaufen wäre;
- Bau eines ersten Abschnitts zwischen Ludwigsburg, Stuttgart und Esslingen, da hier beträchtlicher Lokalverkehr zu erwarten war.

Mit dem letzten Punkt war der Grundstein für den Bau der Zentralbahn gelegt. Die Beratungen führten zur Verabschiedung des Eisenbahngesetzes vom 18. April 1843, das den Bau der Hauptbahnen anordnete. Außerdem wurde eine Eisenbahnkommission eingerichtet, die den Vollzug des Gesetzes zu gewährleisten, d. h. den Bau der Bahnen zu planen und durchzuführen hatte. Als bereits im Bahnbau erprobter Ingenieur wurde Carl Etzel hinzugezogen, der seine Erfahrungen mit dem Bahnbau in Frankreich gesammelt hatte. Weiterhin wurde der englische Professor Charles Vignoles als Gutachter bestellt, um die bisherigen Pläne nochmals einer Überprüfung zu unterziehen, da Negrellis Äußerungen über mögliche Verbesserungen Zweifel an ihrer Richtigkeit geweckt hatten.

### Arbeit der Eisenbahnkommission ab 1843

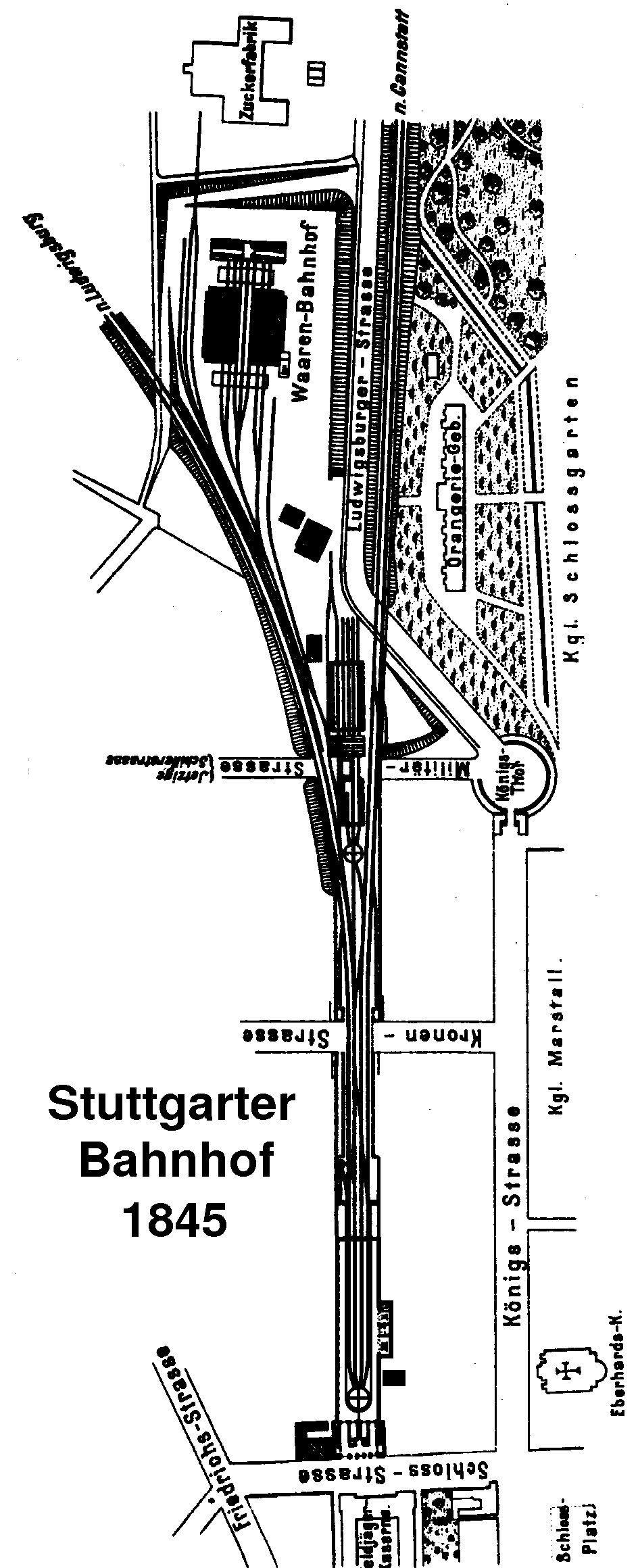
Plan des Stuttgarter Bahnhofs 1845

Die Planungen stießen auch auf reges Interesse der Öffentlichkeit. Unter den vielen Schriften, die von Privatleuten über das Projekt verfasst wurden, stach diejenige von Johannes Mährlen, Professor der polytechnischen Hochschule in Stuttgart, hervor. Er ließ 1843 auf eigene Kosten Geländeaufnahmen durchführen, um verschiedene Bauvarianten zu vergleichen. Am geeignetsten fand er dabei einen Vorschlag, der Elemente aus Schüblers Vorschlag von 1836 wieder aufnahm: einen Bahnhof auf den Seewiesen, nördlich der damaligen Bebauung, und eine Verbindung nach Ludwigsburg durch einen Tunnel unter der Prag. Neu an diesem Vorschlag war, dass von diesem Bahnhof auch die Bahn nach Cannstatt ausgehen sollte, und zwar links des Schlossgartens. Außerdem sollte diese Bahn den Rosenstein umgehen, den Neckar überqueren und am rechten Ufer nach Esslingen verlaufen. Dieser Vorschlag fand auch amtlicherseits Interesse, zumal König Wilhelm einem Bahnhof in der Neckarstraße, in der Nähe der königlichen Anlagen, abgeneigt war. Auch gewährte dieser Vorschlag einen direkteren Zugang nach Ludwigsburg und behinderte nicht die weitere Entwicklung der Neckarstraße.
Als Etzel und Vignoles ihre Arbeiten aufnahmen, befanden sie Bühlers Entwürfe für ungeeignet. Etzel begann, auf Mährlens Vorschlägen aufbauend, gänzlich neue Pläne auszuarbeiten, und Vignoles empfahl in seinem Gutachten, diese zur Ausführung anzunehmen. Bis zur endgültigen Genehmigung der Pläne am 12. Juli 1844 nahm Etzel noch zwei Änderungen vor: Zum einen sollte der Rosenstein nicht umgangen, sondern mit einem Tunnel direkt unter dem Schloss durchquert werden; dadurch konnte der Cannstatter Bahnhof näher an die Stadt gelegt werden. Zum anderen sollte der Bahnhof nicht auf den Seewiesen, sondern innerhalb der bestehenden Bebauung im so genannten „Schloßstraßenquadrat“ (heutige Begrenzung: Bolz-, Friedrich-, Kronen- und Königstraße) errichtet werden und damit kürzere Wege zum Bahnhof ermöglichen. Beide Vorschläge waren nicht unumstritten, und zwar weil dazu bestehende Häuser abgerissen werden mussten und man eine Gefährdung des Schlosses fürchtete. Kritisiert wurde auch die beengte Lage des Bahnhofs, die wenig Raum für Erweiterungen ließ. Etzel konnte seine Vorstellungen jedoch dank eines positiven Gutachtens des österreichischen Ingenieurs Ludwig Klein und mit Unterstützung König Wilhelms durchsetzen.

### Bau der Zentralbahn

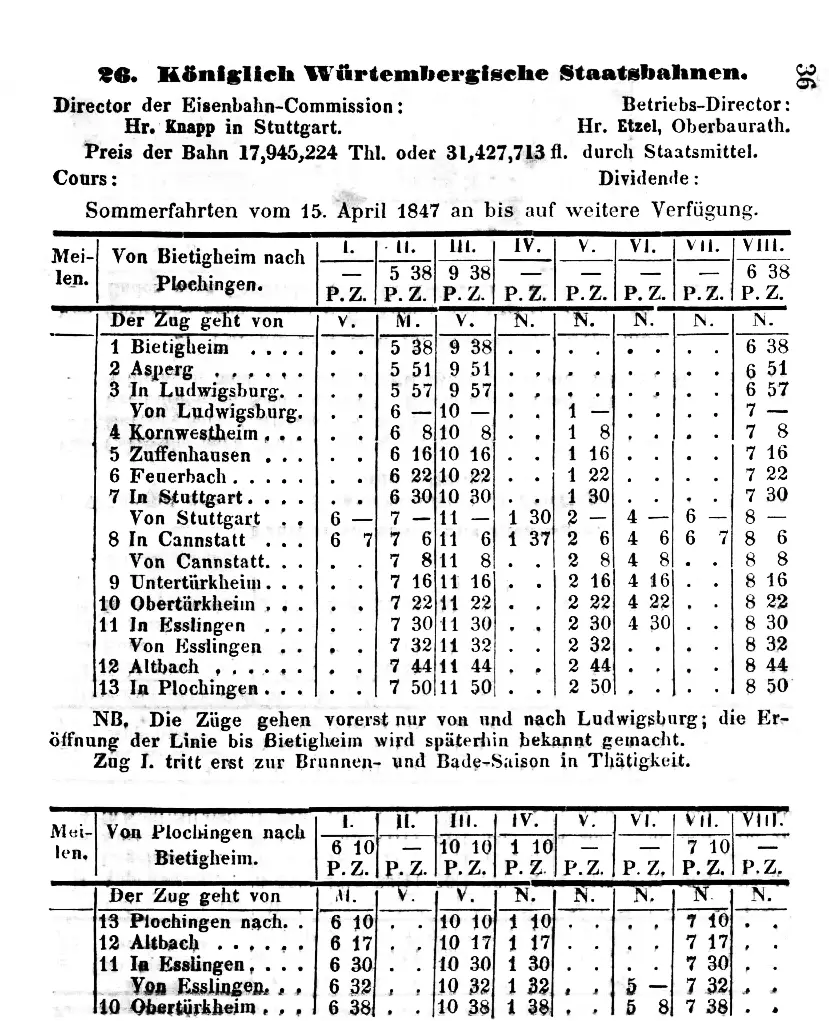
Fahrplan 1847

Am 26. Juni 1844 begannen die Bauarbeiten mit dem aufwändigsten Teil der Strecke, dem Pragtunnel. Als erster Bauabschnitt wurde Cannstatt–Untertürkheim fertiggestellt, wo nach einer ersten Probefahrt am 3. Oktober 1845 drei Wochen später der regelmäßige Fahrbetrieb aufgenommen wurde. Die Verlängerungen nach Obertürkheim und Esslingen wurden kurz danach, d. h. am 7. bzw. 20. November in Betrieb genommen. Die Eröffnung der übrigen Streckenabschnitte zog sich wegen der notwendigen Tunnelbauten noch weiter hin. Bei einem Einbruch der Röhre am Pragtunnel kamen 20 Arbeiter ums Leben. Ebenfalls zu einer unvorhergesehenen Verzögerung kam es beim Rosensteintunnel, wo ein Wasser- und Schlammeinbruch wegen undichter Wasserbassins im Schlossbereich behoben werden musste. Der Rosensteintunnel war dann am 4. Juli 1846 fertiggestellt, am 26. September konnte erstmals eine Lokomotive in den Stuttgarter Bahnhof einfahren, und am 15. Oktober schließlich wurde der Betrieb auf der gesamten Strecke Ludwigsburg–Esslingen aufgenommen.
Die in Normalspur ausgeführte Bahn war anfangs nur zwischen Stuttgart und Cannstatt zweigleisig, jedoch war eine spätere zweigleisige Erweiterung der übrigen Abschnitte bereits vorgesehen und beim Grundstückserwerb berücksichtigt worden. Die revidierten Planungen wiesen eine Maximalsteigung von 1:105 sowie minimale Kurvenradien von 456 Metern auf. Für den Bau waren vom Landtag 3,8 Millionen Gulden bewilligt worden. (Zum Vergleich: Der Gesamtjahresetat in den Haushaltsjahren 1836–39 hatte 9,3 Millionen Gulden betragen.)
Der erste Fahrplan nach Eröffnung der Zentralbahn wies täglich je vier Zugpaare von Stuttgart nach Ludwigsburg und Esslingen aus, zusätzlich nochmals vier Zugpaare zwischen Stuttgart und Cannstatt. Anfangs fand nur Personenverkehr statt (mit durchschnittlich über 200 Fahrgästen pro Zug), erst 1847 wurde der Güterverkehr eingeführt, obwohl der dafür vorgesehene Stuttgarter Güterbahnhof schon 1845 gebaut worden war. Dieser befand sich etwas nördlich des heutigen Hauptbahnhofs zwischen den Gleisen von Nord- und Ostbahn, war aber nur aus Richtung des Personenbahnhofs an die Schienen angeschlossen.

## Spätere Entwicklungen

### Weiterer Ausbau des Streckennetzes

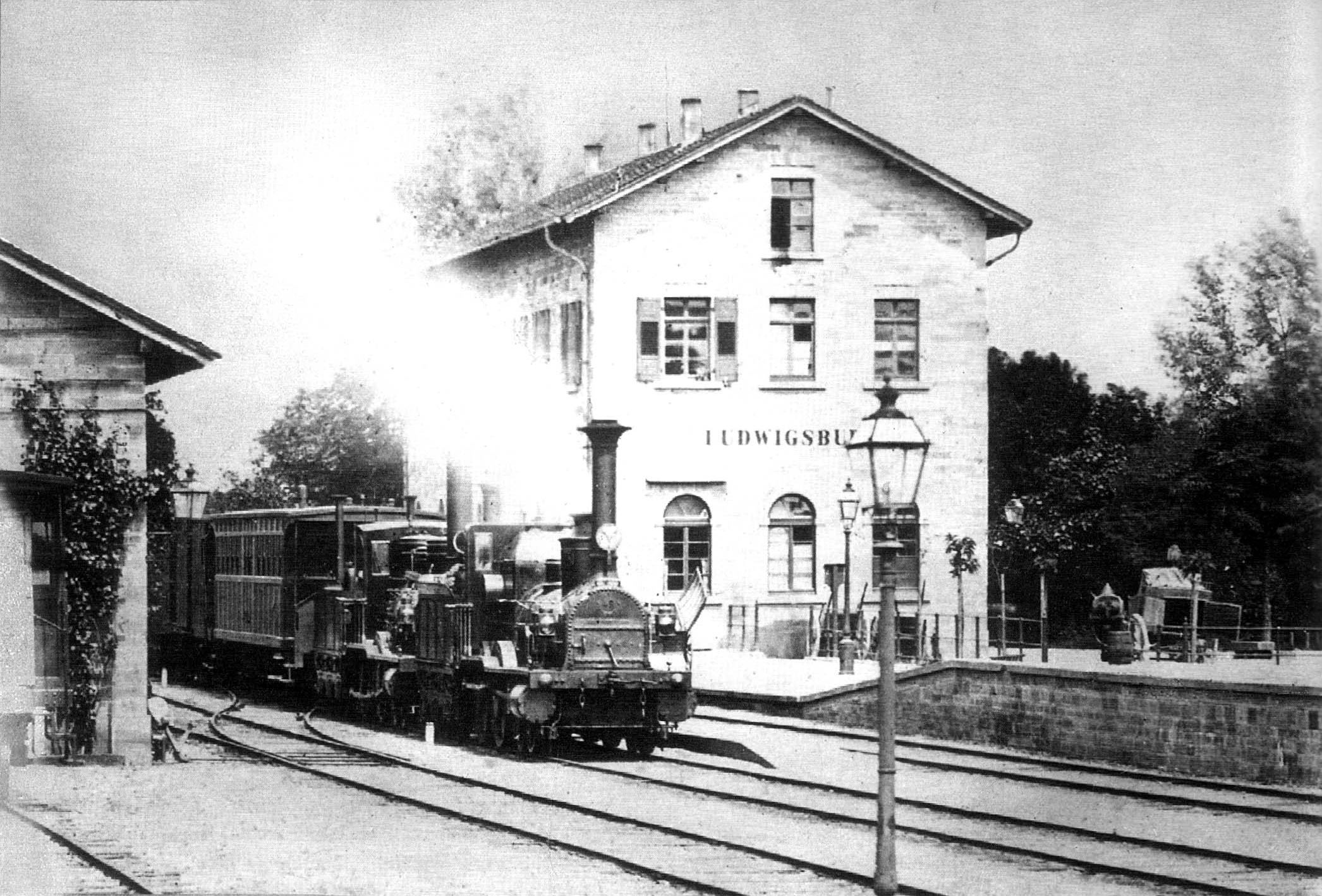
Bahnhof Ludwigsburg 1860

In den folgenden Jahren wurde das württembergische Eisenbahnnetz rasch weiter ausgebaut. 1850 reichten die Schienen bis Heilbronn und Friedrichshafen, 1854 gab es Schienenverbindungen zu den beiden großen Nachbarstaaten Baden und Bayern. Ab 1859 entstanden weitere inländische Strecken, die von den Hauptbahnen abzweigten, die für Stuttgart bedeutendsten waren die Obere Neckarbahn ab 1859, die Remsbahn ab 1861, die Württembergische Schwarzwaldbahn ab 1868 und die Strecke Stuttgart–Freudenstadt 1879. Jede dieser Streckeneröffnungen erweiterte das Einzugsgebiet Stuttgarts; dies und die allgemeine Zunahme von Personen- und Güterverkehr sorgten dafür, dass sich der Verkehr zum Stuttgarter Bahnhof immer mehr verstärkte. Aus diesem Grund wurden 1858–61 die übrigen Abschnitte der Zentralbahn zweigleisig ausgebaut.

### Ausbaumaßnahmen in den 1860er/70er Jahren

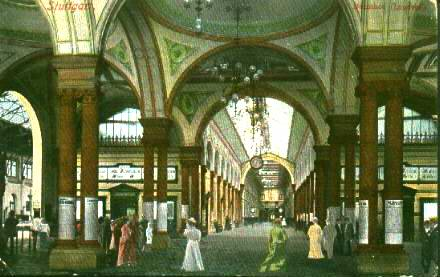
Stuttgarter Hauptbahnhof 1913

In den 1860er Jahren sahen sich die Staatsbahnen zu einem ersten größeren Umbau der Stuttgarter Bahnanlagen veranlasst: Der Stuttgarter Bahnhof wurde 1867/68 durch einen Neubau ersetzt und von vier auf acht Gleise ausgebaut, dabei wurde sein Planum etwas angehoben, wodurch sich die Steigung der Cannstatter Strecke auf 1:100 erhöhte. Zudem wurde der Güterbahnhof ausgebaut und ein Verbindungsgleis zwischen Nord- und Ostbahn nördlich des Güterbahnhofs hergestellt, damit die von Cannstatt kommenden Züge den Güterbahnhof leichter erreichen konnten; für dieses Gleis wurde der 48 Meter lange Galgensteigtunnel gebaut. In den 1870ern dehnten sich die Anlagen des Güterbahnhofs weiter aus und füllten den Winkel zwischen Bahnhofstraße (heute Heilbronner Straße) und Wolframstraße.

### Entlastung vom Transitverkehr in den 1890ern

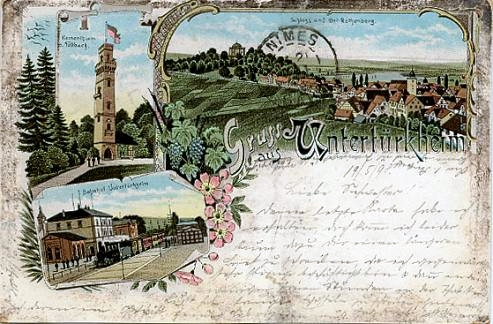
Postkarte mit Bahnhof Untertürkheim 1898

Um 1890 waren die Bahnhofsanlagen in Stuttgart wiederum überlastet. Um Abhilfe zu schaffen, verlagerte man den Transitgüterverkehr aus der Stadt hinaus. Dazu wurden die Güterumgehungsbahn zwischen Untertürkheim und Kornwestheim gebaut und Rangierbahnhöfe an beiden Enden errichtet; hierbei wurden die Bahngleise bei Untertürkheim näher an den Neckar verlegt. An der Abzweigung der Schwarzwaldbahn entstand mit dem Nordbahnhof ein weiterer Rangierbahnhof, mit dem der Verkehr von und auf die Schwarzwaldbahn abgeleitet werden konnte.
Ferner entstand dort eine Lokomotivremise sowie ein neuer Haltepunkt im Personenverkehr. Um für die dort beschäftigten Arbeiter Wohnraum zu schaffen, baute die Bahn außerdem die Pragsiedlung, deren Straßennamen noch heute auf Persönlichkeiten der Eisenbahngeschichte verweisen.

### Umbauphase 1908–1929
Die Entlastungen durch die in den 1890ern getroffenen Maßnahmen waren nur von kurzer Dauer. Stuttgart hatte 1900 fast 180.000 Einwohner, zehn Jahre zuvor waren es noch 140.000 gewesen. Deshalb begannen bereits 1901 neue Planungen, diesmal zu einer kompletten Neugestaltung der Bahnanlagen zwischen Stuttgart und Ludwigsburg sowie Esslingen. Ziel der Planungen war es, die Stuttgarter Bahnanlagen so weit zu ertüchtigen, dass sie einer vollständigen Bebauung des Stuttgarter Talkessels gewachsen seien; man nahm an, dass die Stadt in diesem Falle 300.000 Einwohner haben werde.
Zu diesem Zweck sollten u. a. die Strecken nach Esslingen und Cannstatt viergleisig ausgebaut werden, um Vorort- und Fernverkehr voneinander zu trennen. Des Weiteren wurde eine dezentrale Struktur angestrebt, d. h. Aufgaben des Güterverkehrs sollten von Stationen außerhalb der Stadtmitte übernommen werden. Nachdem Forderungen, den Hauptbahnhof in einen Durchgangsbahnhof zu verwandeln, ebenso verworfen worden waren wie dessen Verlegung nach Cannstatt, standen zwei Konzepte für den Bahnhofsneubau zur Auswahl: die Ausweitung der Anlagen im bisherigen Bahnhof oder ein Neubau 500 Meter weiter nördlich an der Schillerstraße. Aus finanziellen Gründen – das Schillerstraßenkonzept erlaubte die Veräußerung des bisherigen Bahnhofgeländes in bester Innenstadtlage – setzte sich letzteres durch und wurde 1907 vom Landtag beschlossen.

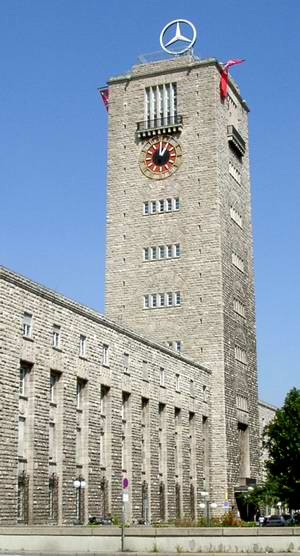
Der neue Hauptbahnhof (Foto von 2004)

Die Verlegung des Bahnhofs nach Norden bedingte eine Verlegung der Steigungsstrecken nach Ludwigsburg und Böblingen. Diese wurden von der Westseite der Pragsiedlung auf deren Ostseite verlegt, wodurch sich die Zulaufstrecke verlängerte und die erforderliche Steigung verringerte. Zwischen den neuen Gleisen und der Strecke nach Cannstatt entstand ein Betriebsbahnhof am Rosensteinpark. 1908–10 erhielt der Pragtunnel eine zweite zweigleisige Röhre, während der Rosensteintunnel und die nachfolgende Brücke bis 1914 komplett neugebaut wurden. Außerdem fanden umfangreiche Ausbaumaßnahmen an den übrigen Bahnhöfen entlang der Strecke statt. Im Bereich Untertürkheim musste wegen des viergleisigen Ausbaus der Neckar begradigt werden. Von 1912 und 1919 wurde westlich von Kornwestheim ein neuer, riesiger Rangierbahnhof gebaut, der die Rangierbahnhöfe am Nordbahnhof und in Untertürkheim von ihren Aufgaben entlastete. Durch die Inbetriebnahme der Rankbachbahn 1915 wurde die Strecke zwischen Kornwestheim und dem Nordbahnhof im Güterverkehr zusätzlich entlastet.
Durch den Ersten Weltkrieg standen ab 1914 weniger Arbeitskräfte, Material und Geldmittel zur Verfügung, so dass sich die Fertigstellung der neuen Anlagen um Jahre verzögerte. In besonderem Maße betroffen war der Stuttgarter Hauptbahnhof. Der 1914 begonnene Bau sollte ursprünglich 1916–19 in Betrieb gehen, tatsächlich konnte dies erst etappenweise zwischen 1922 und 1928 geschehen. 1929 waren die Umbauarbeiten mit dem neuen Zollamtsgebäude am Güterbahnhof vollständig abgeschlossen.

### Entwicklung nach 1929
Die nächste einschneidende Veränderung im Betrieb erfolgte mit der Elektrifizierung des Stuttgarter Vorortverkehrs zwischen Esslingen, Stuttgart und Ludwigsburg am 15. Mai 1933. Bereits am 1. Juni desselben Jahres wurde auch der Fernverkehr in Richtung Ulm elektrifiziert, während dieser Schritt in Richtung Bruchsal bis 1950 auf sich warten ließ.
Schweren Belastungen war der Betrieb auf der Strecke durch zahlreiche Luftangriffe im Zweiten Weltkrieg ausgesetzt. Bereits am 22. November 1942 wurde der Stuttgarter Hauptbahnhof schwer getroffen. In der Folge musste der Betrieb immer wieder zeitweise eingestellt werden. Am 21. April 1945 sprengten deutsche Truppen noch die Neckarbrücke zum Rosensteintunnel, wodurch der Verkehr zwischen Stuttgart und Cannstatt vollständig zum Erliegen kam. Erst am 13. Juni 1946 konnte er provisorisch wieder aufgenommen werden; der Wiederaufbau des Hauptbahnhofs zog sich bis 1960 hin.
Die Verlegung des Hauptbahnhofs nach Norden, aber auch das Wachstum der Stadt nach Südwesten hatten ab 1930 Gedanken aufkommen lassen, den Talkessel durch eine unterirdische Ergänzungsbahn zu erschließen. Mit dem Bau der Verbindungsbahn und der Inbetriebnahme der Stuttgarter S-Bahn wurden diese Pläne am 1. Oktober 1978 Wirklichkeit. Die S-Bahn ersetzte den bisherigen Vorortverkehr und umfasste von Anfang an den Bereich zwischen Esslingen, Ludwigsburg und Stuttgart.
Seit Ende der 1960er Jahre plant die Deutsche Bundesbahn (bzw. nunmehr die Deutsche Bahn) den Bau von Neubaustrecken, mit denen der Hochgeschwindigkeits-Personenverkehr vom übrigen Verkehr entflochten werden soll. In diesem Zusammenhang wurde 1991 die Schnellfahrstrecke Mannheim–Stuttgart eröffnet, die erst zwischen Zuffenhausen und Kornwestheim von der Stammbahn abzweigt und die Strecke nach Ludwigsburg damit nicht konsequent entlastet. Weitere Neubauten sind im Rahmen des Projekts Stuttgart 21 geplant.

## Relikte

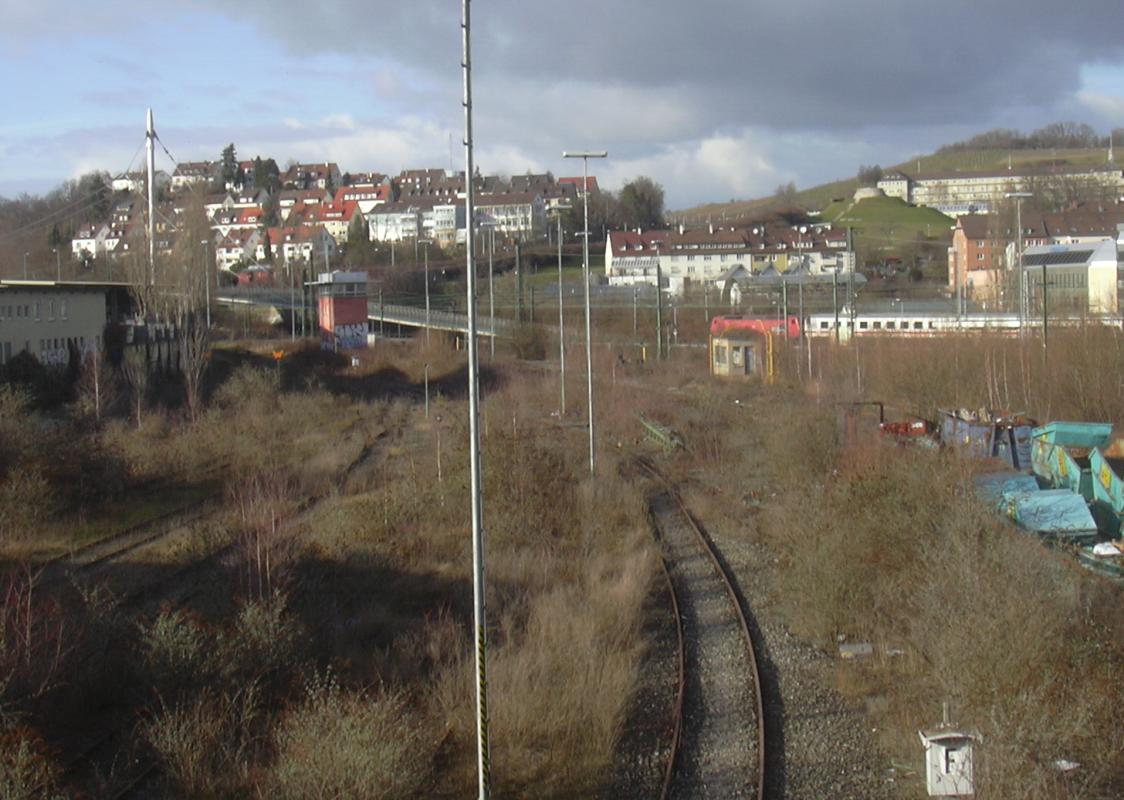
Reste des Inneren Nordbahnhofs

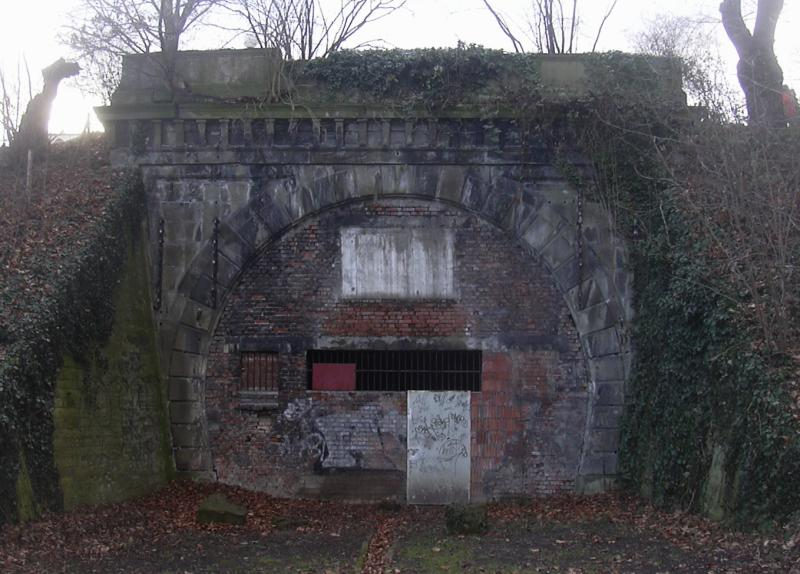
Nordportal des alten Rosensteintunnels

Die Lage des alten Hauptbahnhofs südlich des heutigen Bahnhofs lässt sich an zwei langen, geraden Straßen in der Innenstadt ablesen. Die Stephanstraße verläuft dort, wo sich das Gleisfeld des ersten Stuttgarter Bahnhofs bzw. der rechten Hälfte des zweiten Bahnhofs an gleicher Stelle befand; die Lautenschlagerstraße entspricht der linken Hälfte des zweiten Bahnhofs. Beide Straßen wurden 1925, nach dem Bau des heutigen Bahnhofs, eingeweiht und benannt. Teile des Mittelportals des zweiten Bahnhofs dienen heute als Eingang eines Kinos.
Die ehemalige Ausdehnung des bereits teilweise beseitigten Gleisvorfelds reichte bis zum Winkel von Heilbronner Straße (bis 1936: Bahnhofstraße) und Wolframstraße, wobei sich die Ablenkung der Bahnhofstraße nach Norden durch die Kurve ergab, die die Nordbahn früher um die Reiterkaserne machen musste.
Bis zu den Umbauten Anfang des 20. Jahrhunderts verliefen die Gleise links der heutigen Nordbahnhofstraße. Die kreisförmige Begrenzung des Pragfriedhofs im Norden markiert den ehemaligen Verlauf der Gleise bis zum Nordbahnhof sowie die ehemalige Abzweigung der Gäubahn. Der nördlich davon gelegene Innere Nordbahnhof lag einst an dieser Strecke. Erst mit dem Umbau wurden die Gleise auf die östliche Seite des „Eisenbahnerdörfles“ auf der Prag verlegt.
An der Neckarseite des Rosensteins ist noch heute das (zugemauerte) Portal des ersten Rosensteintunnels zu sehen; es befindet sich unterhalb des Fußwegs, der vom Fußgängersteg über den Neckar zum Schloss heraufführt.